# エリカ・ファリアス
エリカ・アナベラ・ファリアス・カラスコ（Erica Anabella Farias Carrasco、1984年7月13日 - ）は、アルゼンチン・ブエノスアイレス出身のプロボクサー。第4代WBC女子世界ライト級王者。第5代WBC女子世界スーパーライト級王者。ニックネームは「女マイク・タイソン」。

## 来歴
2009年7月25日デビュー。
11月28日、ベネッサ・ギマラエスを1回TKOで退け、南米スーパーフェザー級王座獲得。
2010年5月8日、ダリス・パルドが持つWBC女子世界ライト級暫定王座に挑戦。8回KOで暫定王座獲得。
暫定王座を2度防衛後の2011年8月6日、正規王者アン・サクラートと王座統一戦。8回負傷判定で正規王座獲得に成功。
10月には初来日を果たす。ロンドンオリンピック出場を目指すお笑いコンビ・南海キャンディーズの「しずちゃん」こと山崎静代と公開スパーリングを行った。また、TBS系「炎の体育会TV」にもアトム級ユース王者黒木優子とともに出演し、ファリアスは麒麟の田村裕をKOにした。
12月16日、3階級王者メリッサ・ヘルナンデスの挑戦を受け、3-0判定で暫定と合わせ4度目の防衛に成功。
2012年2月25日、リリアナ・パルメラの挑戦を受け、5度目の王座防衛に成功。
2012年3月に再び来日し、22日の後楽園ホールでのフラッシュ赤羽興行（東洋太平洋スーパーミドル級タイトルマッチ清田祐三VS松本晋太郎）にて、東洋太平洋女子ライト級王者風神ライカとエキシビション。
6月16日、元WIBA王者イルマ・アドラー相手に6度目の防衛戦。1回TKOで防衛成功。
11月17日、ビクトリア・ノエリア・ブストスに判定勝利で7度目の防衛成功。
2013年3月9日、リリアナ・パルメラを3回KOで退け8度目の防衛成功。
6月15日、水谷智佳を迎えて3-0判定で9度目の防衛成功。
10月4日、メアリー・マギーに3-0判定勝利して10度目の防衛成功 with the judges' scorecards reading 100–90, 98–90 and 98–91.。
2014年3月1日、マリア・エウヘニア・ロペスに勝利して11度目の防衛成功。
4月20日、敵地ベルギーに乗り込み、デルフィーヌ・ペルスーンと対戦も、判定で初黒星を喫すると共に王座陥落。
8月23日、ロクサーナ・ベアトリス・ラボルデをTKOで退け再起。
11月15日、メキシコでアレハンドラ・オリベラスが持つWBC女子世界スーパーライト級王座に挑戦し、2-1判定勝利。2階級制覇達成。
2017年6月9日、ノルウェーでセシリア・ブレークフスが持つWBA・WBC・IBF・WBO・IBO5冠統一女子世界ウェルター級王座に挑むが、判定で敗れ3階級制覇ならず。
2017年12月19日、WBA・IBF・WBO王者アナ・エステチェと対戦。ノンタイトルとなったが、初回にダウンを奪わい3-0判定勝利。この敗戦で3団体とも王座を剥奪された。
2018年5月19日、Yamila Esther Reynosoを判定で下し、WBC女子世界スーパーライト級王座4度目の防衛成功。
10月6日、シカゴでジェシカ・マッキャスキル相手に5度目の防衛戦に臨むが、判定で敗れ王座陥落。
2019年10月12日、WBAとの王座統一を果たしたジェシカ・マッキャスキルとのダイレクトリマッチに挑むが、0-2判定で敗れ返り咲きならず。
2021年6月19日、ラスベガスでミカエラ・メイヤーが持つWBO女子世界スーパーフェザー級王座に挑むが、判定で敗れ3階級制覇ならず。

## 戦績
- 31戦 26勝 10KO 5敗

## 獲得タイトル
- 南米女子スーパーフェザー級王座
- 第7代WBC女子世界ライト級王座
- 第5代WBC女子世界スーパーライト級王座